# Carlos Alberto de Almeida Junior
Carlos Alberto de Almeida Junior (Río de Janeiro, 17 de junio de 1980), conocido como Carlinhos, es un exfutbolista brasileño.
Inició su carrera en el año 2004 en el club Flamengo de su paso, jugando en el año 2005 en Bélgica para el Standard Liège de la Jupiler League y luego en el 2006, hasta el 2008 en el FC Aarau de la Liga Suiza.

## Trayectoria
| Club           | País    | Periodo     |
| -------------- | ------- | ----------- |
| Flamengo       | Brasil  | 2000-2001   |
| Brasiliense    | Brasil  | 2002        |
| Vasco da Gama  | Brasil  | 2003-2004   |
| Standard Lieja | Bélgica | 2004 - 2006 |
| FC Aarau       | Suiza   | 2006 - 2008 |